# هارولد بلوم
هارولد بلوم (انگلیسی: Harold Bloom؛ زادهٔ ۱۱ ژوئیهٔ ۱۹۳۰ – درگذشته ۱۴ اکتبر ۲۰۱۹) منتقد ادبی و استاد علوم انسانی آمریکایی دانشگاه ییل بود. از او اغلب به عنوان تاثیرگذارترین منتقد انگلیسی زبان قرن بیستم یاد می‌شود.
بلوم تحصیلات خود را در سه دانشگاه ییل، کمبریج و کرنل دنبال کرده است. هارولد بلوم زادهٔ برانکس نیویورک بود و از بزرگ‌ترین منتقدین ادبی ایالات متحده آمریکا به‌شمار می‌رفت که با تفسیرهای خلاقانه خود دربارهٔ تاریخ ادبیات به شهرت رسید، هارولد در شهری به دنیا آمد که لقب سومین شهر پرجمعیت ایالات متحده آمریکا را با خود یدک می‌کشد، زبان مادری بلوم ییدیش (شاخه‌ای از زیرخانواده زبان‌های ژرمنی است، که با الفبای عبری نوشته می‌شود، آمیختن ییدیش با زبان‌های اسلاوی آن را به دو شاخه شرقی و غربی تقسیم نمود) بود و همچنین او پیش از زبان انگلیسی، زبان عبری را نیز آموخته بود، وی در دانشگاه‌های کرنل (مقطع کارشناسی، ۱۹۵۱) و ییل (مقطع دکتری ۱۹۵۵) تحصیل کرد و در سال ۱۹۵۵ شروع به تدریس در دانشگاه ییل نمود؛ وی همچنین در فاصله سال‌های ۱۹۸۸ الی ۲۰۰۴ نیز به تدریس در دانشگاه نیویورک مشغول بود. در جوانی بسیار تحت تأثیر کتاب تقارن(۱۹۴۷)، مطالعه ای دربارهٔ ویلیام بلیک، اثری از نورتروپ فرای بود و بعدها اذعان کرد که فرای را بدون شک بزرگ‌ترین و مهم‌ترین منتقد ادبی در زبان انگلیسی پس از والتر پیتر و اسکار وایلد می‌داند.

## گزیده آثار
- The Anatomy of Influence: Literature as a Way of Life. Yale University Press, 2011. شابک ‎۰−۳۰۰−۱۶۷۶۰−۱
- The Shadow of a Great Rock: A Literary Appreciation of The King James Bible. Yale University Press, 2011. شابک ‎۰−۳۰۰−۱۶۶۸۳−۴
- The Daemon Knows: Literary Greatness and the American Sublime. Spiegel & Grau, 2015. شابک ‎۰−۸۱۲−۹۹۷۸۲−۴
- Falstaff: Give Me Life. Scribner, 2017. شابک ‎۹۷۸−۱−۵۰۱۱−۶۴۱۳−۲
- Cleopatra: I Am Fire and Air. Scribner, 2017. شابک ‎۹۷۸−۱−۵۰۱۱−۶۴۱۶−۳
- Lear: The Great Image of Authority. Scribner, 2018. شابک ‎۹۷۸−۱−۵۰۱۱−۶۴۱۹−۴
- Iago: The Strategies of Evil. Scribner, 2018. شابک ‎۹۷۸−۱−۵۰۱۱−۶۴۲۲−۴
- Macbeth: A Dagger of the Mind. Scribner, 2019. شابک ‎۹۷۸−۱−۵۰۱۱−۶۴۲۵−۵
- Possessed by Memory: The Inward Light of Criticism. Knopf, 2019. شابک ‎۹۷۸−۰−۵۲۵۵−۲۰۸۸−۷
- Take Arms Against a Sea of Troubles: The Power of the Reader’s Mind Over a Universe of Death. Yale, 2020. شابک ‎۹۷۸−۰۳۰۰۲۴۷۲۸۲
- The Bright Book of Life: Novels to Read and Re-read. Knopf, 2020. شابک ‎۹۷۸−۰۵۲۵۶۵۷۲۶۲

## ترجمه به فارسی
- اضطراب تأثیر: نظریه‌ای در شاعری. ترجمهٔ محمّدجواد اصفهانی
- هملت شعر بیکران، هارولد بلوم، ترجمهٔ رضا سرور، انتشارات بیدگل، تهران، ۱۳۹۹
- وداع با اسلحه، یادداشت‌های هارولد بلوم، ترجمهٔ افشین رضاپور و آرتمیس رضاپور، نشر ماهریس، ۱۳۹۹
- در انتظار گودو، تفسیرها و تاویل‌ها، به سرویراستاری هارولد بلوم، ترجمهٔ بهروز حاجی محمدی، نشر ققنوس، ۱۳۹۹
- نبوغ:سیمای پنجاه نابغهٔ سخن، هارولد بلوم، ترجمهٔ محبوبه مهاجر، نشر هرمس، ۱۳۹۹